# Патриша Уилсън
Патриша Грейс Уилсън (на английски: Patricia Wilson) е британска писателка на произведения в жанра съвременен любовен роман.

## Биография и творчество
Родена е на 17 декември 1929 г. във Великобритания.
Първият ѝ любовен роман „The Final Price“ е публикуван през 1986 г. До 2004 г. пише общо 53 романа, някои от които попадат в списъците на бестселърите. Сюжетите на нейните романи се развиват в Англия, Испания и Франция.

## Произведения

### Самостоятелни романи
- The Final Price (1986)
- Bride of Diaz (1986)
- A Lingering Melody (1987)
- A Moment of Anger (1987)
- The Ortiga Marriage (1987)
- Impossible Bargain (1987)
- A Certain Affection (1988)
- Beloved Intruder (1988)
- When the Gods Choose (1988)
- Temporary Bride (1988)
Труден избор, изд.:„Арлекин България“, София (1994), прев. Цветана Генчева
- The Gathering Darkness (1988)
- Guardian Angel (1989)
- Dangerous Obsession (1989)
- A Secret Understanding (1989)
Споделена тайна, изд.:„Арлекин България“, София (1995), прев. Лора Крачунова
- Bond of Destiny (1989)
Оковите на съдбата, изд.:„Арлекин България“, София (1995), прев. Цветана Генчева
- Stormy Surrender (1990)
- Passionate Enemy (1990)
- Curtain of Stars (1990)
Любовен звездопад, изд.:„Арлекин България“, София (1993), прев. Теодора Котева
- The Gift of Loving (1991)
- Perilous Refuge (1991)
- Forbidden Enchantment (1991)
- Jungle Enchantment (1991)
- Intangible Dream (1992)
- Out of Nowhere (1992)
- Dearest Traitor (1992)
- Walk Upon the Wind (1992)
- Dark Illusion (1992)
- Reckless Crusade (1992)
- Passionate Captivity (1993)
В плен на страстта, изд.:„Арлекин България“, София (1994), прев. Константин Савов
- A Healing Fire (1993)
- Powerful Stranger (1993)
- Edge of Danger (1994)
- Sense of Destiny (1994)
- Relentless Flame (1994)
- Burden of Innocence (1994)
- Tender Deceit (1995)
- Never a Stranger (1995)
- An Innocent Charade (1996)
- Borrowed Wife (1996)
- Macbride's Daughter (1997)
- A Dark and Dangerous Man (1997)
- Black Velvet (1997)
- Courting Trouble (1997)
- A Darker Shadow (1998)
- To the Lake City (1999)
- Fire Storm (2001)
- Crescendo (2001)
- West of the Moon (2002)
- His Unexpected Proposal (2002)
- Under Surveillance (2004)

### Участие в общи серии с други писатели

#### Серия „Пощенски картички от Европа“ (Postcards from Europe)
- Dark Sunlight (1993)

от серията има още 11 романа от различни автори

#### Серия „Венчани!“ (Hitched!)
- A Dangerous Magic (1993)

от серията има още 8 романа от различни автори

#### Серия „Съвременна жена“ (Today's Woman)
- Coming Home (1996)

от серията има още 5 романа от различни автори